# Louie Bellson
Luigi Paulino Alfredo Francesco Antonio Balassoni (Illinois, 6 de julio de 1924-Los Ángeles, 14 de febrero de 2009), más conocido como Louie Bellson, fue un músico estadounidense de jazz, baterista, considerado uno de los mejores del mundo, y reconocido como pionero en el uso de dos bombos.
Perteneció durante mucho tiempo a la orquesta de Duke Ellington, y mantuvo también su propia big band después.

## Discografía

### Como líder
- 1952 Just Jazz All Stars (Capitol)
- 1954 Louis Bellson and His Drums (Norgran)
- 1955 Skin Deep (Norgran) compiles Belson's 10 inch LPs The Amazing Artistry of Louis Bellson and The Exciting Mr. Bellson
- 1954 The Exciting Mr. Bellson and His Big Band (Norgran)
- 1954 Louis Bellson with Wardell Gray (Norgran)
- 1954 Louis Bellson Quintet (Norgran) also released as Concerto for Drums by Louis Bellson
- 1954 Journey into Love (Norgan) also released as Two in Love
- 1955 The Driving Louis Bellson (Norgran)
- 1956 The Hawk Talks (Norgran)
- 1957 Drumorama! (Verve)
- 1959 Let's Call It Swing (Verve)
- 1959 Music, Romance and Especially Love (Verve)
- 1957 Louis Bellson at The Flamingo (Verve)
- 1959 Live in Stereo at the Flamingo Hotel, Vol. 1: June 28, 1959
- 1961 Drummer's Holiday (Verve)
- 1960 The Brilliant Bellson Sound (Verve)
- 1960 Louis Bellson Swings Jule Styne (Verve)
- 1961 Around the World in Percussion (Roulette)
- 1962 Big Band Jazz from the Summit (Roulette)
- 1962 Happy Sounds (Roulette) with Pearl Bailey
- 1962 The Mighty Two (Roulette) with Gene Krupa
- 1964 Explorations (Roulette) with Lalo Schifrin
- 1965 Are You Ready for This? (Roost) with Buddy Rich
- 1965 Thunderbird (Impulse!)
- 1967 Repercussion (Studio2Stereo)
- 1968 Breakthrough! (Project 3)
- 1970 Louie in London (DRG)
- 1972 Conversations (Vocalion)
- 1974 150 MPH (Concord)
- 1975 The Louis Bellson Explosion (Pablo)
- 1975 The Drum Session (Philips Records with Shelly Manne, Willie Bobo & Paul Humphrey)
- 1976 Louie Bellson's 7 (Concord Jazz)
- 1977 Ecue Ritmos Cubanos (Pablo) with Walfredo de los Reyes
- 1978 Raincheck (Concord)
- 1978 Note Smoking
- 1978 Louis Bellson Jam with Blue Mitchell (Pablo)
- 1978 Matterhorn: Louie Bellson Drum Explosion
- 1978 Sunshine Rock (Pablo)
- 1978 Prime Time (Concord Jazz)
- 1979 Dynamite (Concord Jazz)
- 1979 Side Track (Concord Jazz)
- 1979 Louis Bellson, With Bells On! (Vogue Jazz (UK))[3]
- 1980 London Scene (Concord Jazz)
- 1980 Live at Ronnie Scott's (DRG)
- 1982 Hi Percussion (Accord)
- 1982 Cool, Cool Blue (Pablo)
- 1982 The London Gig (Pablo)
- 1983 Loose Walk
- 1984 Don't Stop Now! (Capri)
- 1986 Farberman: Concerto for Jazz Drummer; Shchedrin: Carmen Suite (BIS)
- 1987 Intensive Care
- 1988 Hot (Nimbus)
- 1989 Jazz Giants (Musicmasters)
- 1989 East Side Suite (Musicmasters)
- 1990 Airmail Special: A Salute to the Big Band Masters (Musicmasters)
- 1992 Live at the Jazz Showcase (Concord Jazz)
- 1992 Peaceful Thunder (Musicmasters)
- 1994 Live from New York (Telarc)
- 1994 Black Brown & Beige (Musicmasters)
- 1994 Cool Cool Blue (Original Jazz Classics)
- 1994 Salute (Chiaroscuro)
- 1995 I'm Shooting High (Four Star)
- 1995 Explosion Band (Exhibit)
- 1995 Salute (Chiaroscuro)
- 1995 Live at Concord Summer Festival (Concord Jazz)
- 1996 Their Time Was the Greatest (Concord Jazz)
- 1997 Air Bellson (Concord Jazz)
- 1998 The Art of Chart (Concord Jazz)[4]

### Como acompañante
Con Count Basie
- Back with Basie (Roulette, 1962)
- Basie in Sweden (Roulette, 1962)
- Pop Goes the Basie (Reprise, 1965)
- Basie's in the Bag (Brunswick, 1967)
- The Happiest Millionaire (Coliseum, 1967)

Con James Brown
- Soul on Top (King, 1969)

Con Benny Carter
- Benny Carter Plays Pretty (Norgran, 1954)
- New Jazz Sounds (Norgran, 1954)

Con Buddy Collette
- Porgy & Bess (Interlude 1957 [1959])

Con Duke Ellington
- Ellington Uptown (Columbia, 1952)
- My People (Flying Dutchman, 1963)
- A Concert of Sacred Music (RCA Victor, 1965)
- Ella at Duke's Place (Verve, 1965)

With Dizzy Gillespie
- Roy and Diz (Clef, 1954)

Con Stephane Grappelli
- Classic Sessions: Stephane Grappelli, with Phil Woods and Louie Bellson (1987)

Con Johnny Hodges
- The Blues (Norgran, 1952–54, [1955])
- Used to Be Duke (Norgran, 1954)

Con Harry James
- Harry James And His Orchestra 1948-49 (Big Band Landmarks Vol. X & XI, 1950 [1969])[5]
- Juke Box Jamboree (Columbia CL 615, 1954 [1955])[6]
- Live At The Riverboat (Dot DLP 3728/DLP 25728, 1966)[7]

Con Oscar Peterson
- The Tenor Giants Featuring Oscar Peterson (Pablo, 1975)

Con The Trumpet Kings
- The Trumpet Kings at Montreux '75

Con Sonny Stitt
- Stomp Off Let's Go (Flying Dutchman, 1976)

Con Sarah Vaughan
- How Long Has This Been Going On? (Pablo, 1978)

Con Mel Powell
- The Return of Mel Powell (Chiaroscuro, 1987)